# Chronica Hungarorum
La Chronica Hungarorum (dal latino "Cronaca degli ungheresi") (in ungherese A magyarok krónikája) è il titolo di diverse opere che trattano la storia dell'Ungheria tardo-antica e medievale, ovvero la Cronaca di Buda del 1473 e la Cronaca di Thuróczy del 1488. La Cronaca di Buda fu il primo testo stampato in Ungheria. 
Con la stampa, la Chronica Hungarorum evitò il destino delle cronache che l'avevano preceduta (Gesta Hungarorum, Gesta Hunnorum et Hungarorum, Chronicon Pictum e altre), che sono sopravvissute soltanto tramite dei codici manoscritti e non erano state ancora ricopiate. La Cronaca di Buda divenne presto poco celebre, in quanto la Cronaca di Thuróczy.